# Collet Alt
El Collet Alt és una collada situada a 816 metres d'altitud del terme municipal de la Molsosa, al Solsonès, molt a prop del termenal amb Sant Mateu de Bages, al Bages.
Està situat a l'extrem de llevant del terme, a llevant de Cal Cardona, al nord de la collada coneguda com la Plaça de Sant Jaume. És al nord de Sant Jaume Salerm.